# Miguel Arroyo Rosales
Fernando Miguel Arroyo Rosales (Huamantla, 6 de diciembre de 1966-Tlaxcala, 31 de enero de 2020) fue un ciclista mexicano. Debutó como profesional en las filas del conjunto ADR. Fue profesional de 1989 a 1997.
Fue ingresado en un hospital de Puebla a causa de un cáncer de páncreas que padecía. Falleció a consecuencia de un paro cardiorrespiratorio.

## Palmarés
| 1988 - Vuelta a México 1991 - 1 etapa de la Vuelta a México 1993 - 1 etapa de la Redlands Bicycle Classic - 1 etapa de la Vuelta a México 1998 - Vuelta a México | 1999 - Vuelta a Costa Rica 2000 - Campeonato de México en Ruta 2001 - segundo en el Campeonato de México en Ruta |

## Resultados en Grandes Vueltas y Campeonatos del Mundo
Durante su carrera deportiva consiguió los siguientes puestos en las Grandes Vueltas y en los Campeonatos del Mundo en carretera:
| Carrera         | 1989 | 1990 | 1991 | 1992 | 1993 | 1994 | 1995         | 1996 | 1997 |
| --------------- | ---- | ---- | ---- | ---- | ---- | ---- | ------------ | ---- | ---- |
| Giro de Italia  | 60.º | -    | 25.º | -    | -    | -    | -            | -    | -    |
| Tour de Francia | -    | -    | -    | -    | -    | 48.º | 61.º         | -    | 76.º |
| Vuelta a España | -    | -    | -    | 36.º | -    | -    | Ab.          | -    | -    |
| Mundial en Ruta | -    | -    | 20.º | 72.º | -    | -    | decimonoveno | -    | -    |

Exp: expulsado por la organización

-: no participa 

Ab.: abandono